# 俊惠
俊惠（日语：／ Shune或 Sune */?，1113年—？）是日本平安時代後期僧人和歌人，宇多源氏出身，中古六歌仙、釋教三十六歌仙和《百人一首》歌人之一，有約84首作品收錄於敕撰和歌集，其父《金葉和歌集》的編者源俊賴也是《百人一首》歌人之一。
關於俊惠的逝世年份，雖然《國史大辭典》、《日本古典文學大辭典》、《大英國際大百科事典》、《大辭泉》、《日本大百科全書》、《朝日日本歷史人物事典》、《日本人名大辭典》和《世界大百科事典》均主張是不明，然而《國史大辭典》推測他死於建久2年（1191年）之前，《世界大百科事典》則認為是同年1月之前，《和歌文學大辭典》則稱他死於建久5年（1194年）之前，《和歌大辭典》則指是建久6年（1195年）之前，《日本國語大辭典》則主張他死於養和2年（1182年），《日本大百科全書》也指出他在壽永元年（1182年）時尚在生。

## 生平
在俊惠17歲的時候，其父源俊賴死去，他在這段時期的前後出家成為東大寺的僧人。和歌方面，除了《國史大辭典》記載他入選敕撰和歌集的和歌數目為85首之外，《日本古典文學大辭典》、《和歌大辭典》、《和歌文學大辭典》、《朝日日本歷史人物事典》和《日本人名大辭典》均記載為84首，歌風按《後鳥羽院御口傳》記載屬穩健清晰，少用細微的技巧，體言止僅佔其作品中的約一成，他雖然被歸類為舊派，但是仍然對於新古今風帶來影響，也受到二條派敬慕。經歷方面，他在天治2年（1125年）參加其父俊賴舉辦的歌合時的作品見於其家集（《新編國歌大觀》編號746），其後他再次於文獻上有記載的已經是久安2年（1146年）3月舉行的左京大夫顯輔歌合。
其後，他開放自己位於白河的僧房，形成名為歌林苑的歌人集團，不論身份、地位和界別的歌人在保元年間（1156年至1159年）開始每月舉行歌合和歌會，藤原清輔、顯昭、寂蓮、藤原隆信、藤原教長、平經正、源賴政、惟宗廣言、道因、鴨長明、二條院讚岐、殷富門院大輔和源季廣等超過30名歌人聚首一堂，其中鴨長明是其弟子。此外，俊惠的交友圈子也甚廣，根據其家集記載不少於80人，有藤原範兼、藤原公通、源雅通、藤原重家、寂念、滋野井實國、平經盛、難波賴輔、德大寺實定、源師光、藤原俊成、藤原季經和三條實房等等。

## 歌合
歌合方面，除了上述的兩次歌合外，俊惠還曾經參加在永曆元年（1160年）7月舉行的太皇太后宮大進清輔朝臣家歌合、應保2年3月13日（1162年4月28日）舉行的中宮育子貝合、永萬元年（1165年）4月以前舉行的範兼歌合、翌年5月舉行的經盛家歌合，同年舉行的中宮亮重家歌合、仁安2年（1167年）2月舉行的太皇太后宮大進清輔朝臣家歌合、同年春天舉行的太皇太后宮大進清輔後番沓歌合、同年8月舉行的太皇太后亮平經盛朝臣家歌合、翌年秋天舉行的前中務少輔季經歌合、同年冬天舉行的經盛家歌合、嘉應元年（1169年）夏天至秋天期間舉行的檢非違使別當賴輔歌合、翌年5月29日（1170年7月14日）舉行的實國家歌合、同年10月9日（11月18日）舉行的住吉社歌合、承安元年（1171年）春天舉行的經盛家歌合、承安2年（1172年或1173年）12月舉行的廣田社歌合、同年閏12月舉行的東山歌合、翌年夏天舉行的左兵衛佐經正歌合、承安5年（1175年）3月舉行的太宰大貳重家歌合、同年7月23日（8月11日）、安元元年閏9月17日（1175年11月2日）和同年10月10日（11月24日）舉行的右大臣兼實歌合、治承元年（1177年）6月以前舉行的清輔歌合、翌年正月舉行的權禰宜重保歌合、同年3月15日（1178年4月4日）舉行的別雷社歌合、仁安元年至同年春天期間舉行的寂念歌合、同年8月以前舉行的前播磨守隆親歌合、前右京權大夫師光歌合、隆信歌合、遍昭寺歌合、律師範玄歌合、日吉社五首歌合、叡山歌合和翌年10月18日（1179年11月18日）舉行的右大臣家歌合。此外，他也曾經在長寬2年（1164年）8月、仁安2年（1167年）12月和某年舉行歌林苑歌合，也曾經在安元2年10月30日（1176年12月2日）舉行的河原院歌合中擔任判者。

## 百人一首
| 《新編國歌大觀》版本 | 全日本歌牌協會版本 嵯峨嵐山文華館版本 | 中譯                                        |
| -------------------- | ------------------------------------- | ------------------------------------------- |
|                      |                                       | 夜夜相思苦 迢迢天難明 深閨門上縫 黯黯亦無情 |

這首和歌收錄於《千載和歌集》卷第十二「戀歌二」，《新編國歌大觀》編號是766，詞書是「可視作為戀歌」（恋歌とてよめる），家集的詞書為「又或，在後來的歌合中的戀歌」（又、後のたびの歌合に、恋の心を）。根據敕撰集的詞書，這是一首以女性角度來表達對於沒有來訪的男性的寡情薄幸的題詠，按家集詞書的話則是歌合歌，類似的作品有增基收錄於《後拾遺和歌集》的和歌（《新編國歌大觀》編號392），也有說法認為此歌是壬生忠岑的《百人一首》入選作的本歌取，此歌同時也收錄於《定家八代抄》。另一方面，此歌的第三句有兩個版本，家集、《千載集》、《定家八代抄》和《百人秀歌》等較舊的文獻均在句末採用字，《後陽成抄》和《三奧抄》等近世文獻則寫成，因此此句的原形應為，不過香川景樹認為如此會導致此歌的背景只能是秋天的晚上。
首句和第二句的意思是整晚胡思亂想，其中是指整晚，是指胡思亂想，有每晚均是這樣的意思。第三句是指天沒有亮起來，其中是四段動詞的未然形，是表示否定的助動詞的連體形，用作修飾緊接的「閨」，的話則是表示否定的接續助詞。第四句的意思是連閨房的門縫也，其中指閨房，指門縫，是連……也的意思。末句的意思是冷淡無情，形容閨房的門縫也冷淡無情屬於擬人法，這裡第三和第四句的串連乃俊惠獨有的手法，其中是的連用形，指對於應該感動的事情無動於衷，則是表示感嘆的助動詞的終止形。
- 《小倉百人一首》
俊惠法師
菱川師宣繪本
- 《小倉擬百人一首》
俊惠法師
俁野景久（日语：俣野景久） 鴛鴦靈
歌川國芳的浮世繪
- 時代不同歌合
俊惠法師和坂上是則

## 家集
俊惠的家集是《林葉和歌集》，由他本人於治承2年8月22日或23日（1178年10月5日或6日）編撰而成，推測與《長秋詠藻》等一樣均是應守覺法親王的邀請而寫成，分為春、夏、秋、冬、戀和雜，雜又再細分為祝、別和旅，雖然有些版本中每個分類均有標記其對應的和歌數目，不過數目並不一致，例如秋歌則多出53首（其中一首重複），冬歌則多出28首，總計收錄歌達1,008首。
版本方面，簗瀨一雄將家集分為四類，分別是神宮文庫藏舊宮崎文庫本、簗瀨一雄藏A本和宮內廳書陵部藏本等的第一類、佐賀大學藏本和簗瀨一雄藏B本等的第二類、內閣文庫藏本、書陵部藏清水濱臣舊藏本、肥前島原松平文庫藏本、神宮文庫藏舊林崎文庫本、群書類從本等的第三類以及書陵部藏舊東山御文庫本、天理大學附屬天理圖書館藏本、京都大學藏本、山口縣立山口圖書館藏本和彰考館藏本等的第四類。
首先，第一類的特徵是涵蓋其他版本沒有的異本歌，秋冬歌總計多出80首，與其他版本相比則缺少了第229首、第386首、第673首、第988首和第1,005首，另外第888首則僅有第一句。其中，書陵部藏本僅殘餘春歌的後半至冬歌的部分，而且錯漏甚多，與簗瀨一雄藏A本的關係非常密切的神宮文庫藏舊宮崎文庫本是長28.3厘米，寬20.9厘米的袋綴，分為上下兩冊，上冊的題簽雖然已經剝落，但是在其下方寫有「共兩冊」，下冊的題簽則是在封面左上方，寫有「林葉和歌集 下」，另外中央稍為靠右處寫有「攝州島下郡茨木邑 藤井由章」，推測為原本的藏書者，成書於近世中期，總計有左點歌224首、右點歌79首和無點歌903首，總計1,006首，重複歌三首。
其次，第二類有缺失的和歌達7首，另一方面卻是唯一有收錄能夠與第988首的詞書配對的和歌的類別。其三，第三類除了第988首外，也缺少了第317首，第888首的第一句則被錯拼至下一首和歌，另外內閣文庫藏本中的戀歌的一頁錯誤地混入至冬歌部分，舊林崎文庫本則整體採用略寫，也沒有左右點。最後，第四類僅缺少第988首，第888首則全首均有收錄，其中書陵部藏本的封底背面寫有「寬永17年9月24日（1640年11月7日）一校 錯繁多有之」。其後，久保木秀夫將家集改分為三類，分別是將第二至第四類合併而成的流布本系統、原第一類的書陵本藏本而成的異本系統和其他原第一類的異本校對本系統，流布本系統總共收錄了928首和歌，按奧書可以分為永正2年（1505年）加州本和常德院本。另一方面，久保木秀夫認為總共366首和歌的書陵部藏本是鎌倉時代初期傳西行筆林葉和歌集被分拆成斷簡之前的摹寫本，並且指出所謂異本其實就是傳西行筆本，而原本書陵部藏本雖然有錯漏甚多的缺點，但是通過對於其料紙結構進行分析後得知造成錯漏的原因是料紙脫落和錯簡，並且得出最完善的版本是流布本系統中加州本的今治市河野美術館藏本。底本方面，《新編國歌大觀》、《私家集大成》和《新編私家集大成》均採用神宮文庫藏舊宮崎文庫本作為底本。

### 註解
1. ↑  體言止又稱名詞止，是指以名詞來替和歌收筆，從而帶出余韻[6]。
2. ↑  詞書是指該和歌的主題和寫作動機等相關事宜[15]。
3. ↑  左點歌是指在座和聽說的人均很佩服的作品，右點歌是指收錄於各種撰集中的作品，無點歌則指並非佳作，不過礙於受人所託才獻上[21]。

## 外部連結
- . 國書數據庫 （日语）.